# Willa Fitzgerald
Pour les articles homonymes, voir Fitzgerald.
Willa Fitzgerald, née le 17 janvier 1991 à Nashville, dans le Tennessee, est une actrice américaine.
Elle est notamment connue pour le rôle d'Emma Duval dans la série télévisée Scream, adaptée de la franchise cinématographique du même titre.

## Biographie
Willa Fitzgerald est une actrice américaine qui est née à Nashville aux États-Unis dans l'état du Tennessee. Elle a un bachelor en études théâtrales de l'Université de Yale en 2013.

## Carrière
Elle obtient son tout premier rôle en 2008 dans le film For the Love of a Dog en tant qu'actrice secondaire jouant le rôle de Vivian.
En 2013, elle fait ses premiers pas sur le petit écran dans Alpha House.
En 2014, elle joue aux côtés de Jodi Lyn O'Keefe, Maggie Grace, Charlie Cox, John Cusack et David Morse dans le téléfilm Wall Street et dans Blue Bloods et Following, avant d'enchaîner avec un rôle régulier dans la saison 6 de Royal Pains.
Mais elle se fait connaître grâce à son rôle d'Emma Duval dans la série Scream apparue pour la première fois en juin 2015. La même année, elle apparaît dans un épisode de Gotham.
En 2017, elle tourne de nouveau avec John Cusack dans le film Blood Money et dans la mini-série Les Quatre Filles du docteur March (en).
En 2019, elle est à l'affiche du film de John Crowley : Le Chardonneret avec Ansel Elgort et Nicole Kidman (entre autres), ainsi que de la série Dare Me. Elle apparaît également le temps d'un épisode dans les séries New York, unité spéciale, Younger et Dolly Parton's Heartstrings.
En 2021, elle tient l'un des rôles principaux de la série Reacher.

## Filmographie

### Cinéma

#### Longs métrages
- 2008 : For the Love of a Dog de Sheree Le Mon : Vivian
- 2017 : Freak Show de Trudie Styler : Tiffany
- 2017 : Blood Money de Lucky McKee : Lynn
- 2018 : Beach House de Jason Saltiel : Emma
- 2019 : Le Chardonneret (The Goldfinch) de John Crowley : Kitsey Barbour adulte
- 2021 : 18½ de Dan Mirvish : Connie
- 2022 : Lavé par le sang (Savage Salvation) de Randall Emmett : Ruby Red
- 2023 : Wildcat d'Ethan Hawke : Elizabeth Hardwick
- 2023 : Desperation Road de Nadine Crocker : Maben
- 2024 : Relay de David Mackenzie : Rosetti
- 2024 : Séduire la mort (Strange Darling) de JT Mollner (en) : La femme
- 2025 : Alarum de Michael Polish : Laura
- 2025 : Regretting You de Josh Boone
- 2025 : A House of Dynamite de Kathryn Bigelow

#### Courts métrages
- 2012 : Food of Love de Sarah Rosen: la petite amie
- 2013 : Two Cheeseburgers : Part 3 de Zach Bell : Helen (voix)

### Télévision

#### Séries télévisées
- 2013 - 2014 : Alpha House : Lola Laffer
- 2014 : Blue Bloods : Lacey Sutherland
- 2014 : Following (The Following) : Jenny
- 2014 : Royal Pains : Emma Miller
- 2015 : Gotham : Grace Fairchild
- 2015 - 2016 : Scream : Emma Duval
- 2017 : Bull : Susan Bryant
- 2017 : Les Quatre Filles du docteur March (en) (Little Women) : Margaret « Meg » March
- 2018 : House of Cards : Claire Underwood à 20 ans
- 2019 : New York, unité spéciale (Law and Order : Special Victims Unit) : Ava Parcell (saison 20, épisode 11)
- 2019 : Younger : Audrey Colbert
- 2019 : Dolly Parton's Heartstrings : Maddie Hawkins
- 2019 - 2020 : Dare Me : Coach Colette French
- 2020 : Billions : Jill
- 2020 : Day by Day : la narratrice
- 2022 : Reacher : Roscoe Conklin
- 2023 : La Chute de la maison Usher (The Fall of the House of Usher) : Madeline Usher jeune
- depuis 2025 : Pulse : Danielle “Danny” Simms (rôle principal)

#### Téléfilms
- 2017 : Behind Enemy Lines de McG : Roxanne Daly
- 2018 : #Fashionvictim de Mark Waters : Anya St. Clair

## Distinctions

### Nominations
- Teen Choice Awards 2015 : Meilleure actrice dans une série télévisée dramatique pour Scream
- TV Guide Awards 2016 : distribution préférée dans une série télévisée dramatique pour Scream partagé avec Amadeus Serafini, John Karna, Bex Taylor-Klaus, Carlson Young, Tracy Middendorf, Sean Grandillo, Santiago Segura, Kiana Ledé et Anthony Ruivivar.
- The BAM Awards 2019 : meilleure distribution dans un drame pour Le Chardonneret